# 新浪雲
新浪雲（シンランユン、中国語: 新浪云、英語: Sina App Engine、SAE）は、中華人民共和国の新浪公司が運営するWebクラウドコンピューティングプラットフォームである。

## 概要
2009年8月、新浪研展中心が内部開発を開始。同年11月3日、最初のアルファ版を正式にリリースし、中国国内における初のクラウドコンピューティングプラットフォームとなった。シンプルかつ効率的な分散型Webサービスの開発および運用プラットフォームとして提供されている。
中国国内におけるクラウドコンピューティングとしては、開発当初からGoogleやAmazon等の外資系企業からクラウドコンピューティングに成功した技術的経験を借り、独自の特性を持つクラウドコンピューティングプラットフォームとして発足した。中国において、最も人気のあるWebプログラミング言語であるPHPを優先するサポート言語として選択するものである。Web開発者は、Microsoft WindowsやMac、Linuxでの開発や展開、デバッグにSVNやSDK、Webバージョンのオンラインコードエディターを使用することが可能である。
チーム開発メンバーは共同作業を行うことも可能であり、様々な役割がコードとプロジェクトに対して様々な権限を持つようになっている。分散ファイルストレージや分散データベースクラスター、分散キャッシュ、分散タイミングサービス等を開発者が使用できる一連の分散コンピューティングおよびストレージサービスを提供するものである。これらは、開発者の開発コストを大幅に削減すると同時に、全体的な構造の高い信頼性と、新浪のブランド保証により、開発者のオペレーショナルリスクが大幅に軽減されるものである。